# 레 카트르 바르뷰
레 카트르 바르뷰(Les Quatres Barbus)는 1938년에 피레네 지방의 바캉스 캠프에서 서로 알게 된 4명이 조직한 보컬 그룹이다. 처음에는 동반자라고 불렀으나, 전쟁으로 해산한 뒤인 1945년에 다시 조직하여 수염의 네 사나이라고 불렀다. 모두가 진짜 수염을 길러 코믹한 노래를 들려주었다. 1950년과 1955년도 ACC 상, 그리고 같은 해 ADF 상에서 디스크 대상을 수상한 적이 있다.